# Classement individuel Squash
Il existe, contrairement au tennis, un seul classement individuel au squash. C'est ce classement qui est utilisé par les organisateurs de tournois pour établir les tableaux et désigner les têtes de série. C'est le classement le plus important et celui qui désigne le numéro 1 mondial. Les classements sont mis à jour tous les mois.

## Politique de classement
Chaque joueur professionnel qui participe à un tournoi PSA (anciennement WSA pour les femmes) gagne des points pour son classement en fonction de son parcours dans le tableau. Les points mis en jeu dépendent de la dotation globale et du nombre de participants. Ce classement mensuel (disponible à chaque 1er du mois), est utilisé ensuite pour sélectionner les meilleurs joueurs et déterminer les têtes de séries.
Le nombre total de points que gagne un joueur lors des douze mois précédents est divisé par le nombre de tournois joués (un dénominateur minimal de dix est utilisé) pour donner une moyenne au classement. Si un joueur a joué plus de 13 tournois, les meilleurs scores sont sélectionnés selon la formule de calcul de la moyenne. (Voir tableau ci-dessous)
Par exemple, un joueur qui a participé à 14 tournois aura ses 11 meilleurs scores utilisés. Ceux-ci seront cumulés et divisés par 11.

### PSA
| Tournois                  | Tournois              | Tournois | Points pour le classement | Points pour le classement | Points pour le classement | Points pour le classement | Points pour le classement | Points pour le classement | Points pour le classement | Points pour le classement |
| ------------------------- | --------------------- | -------- | ------------------------- | ------------------------- | ------------------------- | ------------------------- | ------------------------- | ------------------------- | ------------------------- | ------------------------- |
| Rang                      | Dotation en US$       | Points   | Vainqueur                 | Finaliste                 | 3/4                       | 5/8                       | 9/16                      | 17/32                     | 33/64                     | Dernier Rnd Q.            |
| PSA Championnat du monde  | 275 000 $ +           | 21 660   | 2,890                     | 1,900                     | 1,155                     | 700                       | 410                       | 205                       | 125                       | 75                        |
| PSA World Series Platinum | 150 000 $ - 274 999 $ | 15,970   | 2,625                     | 1,725                     | 1,050                     | 640                       | 375                       | 190                       | -                         | 115                       |
| PSA World Series PSA Cup  | 150 000 $ - 274 999 $ | 16,300   | 2,200                     | 1,500                     | 900                       | 640                       | 390                       | 200                       | 120                       | -                         |
| PSA World Series Gold     | 115 000 $ - 149 999 $ | 12,270   | 2,015                     | 1,325                     | 805                       | 490                       | 290                       | 145                       | -                         | 90                        |
| PSA International 70      | 70 000 $ - 114 999 $  | 6,030    | 1,225                     | 805                       | 490                       | 300                       | 175                       | -                         | -                         | 105                       |
| PSA International 50      | 50 000 $ - 69 999 $   | 4,270    | 875                       | 575                       | 350                       | 215                       | 125                       | -                         | -                         | 65                        |
| PSA International 35      | 35 000 $ - 49 999 $   | 3 010    | 615                       | 405                       | 245                       | 150                       | 90                        | -                         | -                         | 45                        |
| PSA International 25      | 25 000 $ - 34 999 $   | 2 100    | 440                       | 290                       | 175                       | 105                       | 60                        | -                         | -                         | 30                        |
| PSA Challenger 15         | 15 000 $ - 24 999 $   | 1 310    | 265                       | 175                       | 105                       | 65                        | 40                        | -                         | -                         | 20                        |
| PSA Challenger 10         | 10 000 $ - 14 999 $   | 858      | 175                       | 115                       | 70                        | 45                        | 25                        | -                         | -                         | 12                        |
| PSA Challenger 5          | 5 000 $ - 9 999 $     | 428      | 90                        | 60                        | 35                        | 20                        | 12.5                      | -                         | -                         | 7                         |
| National Closed Satellite | 1 000 $ +             | 251      | 45                        | 30                        | 18                        | 11                        | 6                         | 3                         | /                         | /                         |
| Closed Satellite          | 1 000 $ +             | 120      | 20                        | 14                        | 9                         | 5                         | 3                         | 1.5                       | /                         | /                         |
| National Junior Open      | 0 $                   | 48       | 10                        | 7                         | 4.5                       | 2.5                       | 1.5                       | /                         | /                         | /                         |

#### Diviseur
Un diviseur est choisi en fonction du nombre de tournois joués au cours des douze derniers mois, comme indiqué dans le tableau ci-dessous (le dénominateur minimal est de dix) :
| Tournois joués | Diviseur |
| 1-13           | 10       |
| 14-15          | 11       |
| 16-17          | 12       |
| 18-19          | 13       |
| 20-21          | 14       |
| 22-23          | 15       |
| 23-24          | 16       |

#### Classement mondial PSA
| Rang | Joueur              | Pays             |
| 1    | Mostafa Asal        | Égypte           |
| 2    | Ali Farag           | Égypte           |
| 3    | Diego Elías         | Pérou            |
| 4    | Paul Coll           | Nouvelle-Zélande |
| 5    | Joel Makin          | Pays de Galles   |
| 6    | Tarek Momen         | Égypte           |
| 7    | Karim Abdel Gawad   | Égypte           |
| 8    | Mohamed El Shorbagy | Angleterre       |
| 9    | Marwan El Shorbagy  | Angleterre       |
| 10   | Mazen Hesham        | Égypte           |
| 11   | Eain Yow Ng         | Malaisie         |
| 12   | Youssef Soliman     | Égypte           |
| 13   | Aly Abou Eleinen    | Égypte           |
| 14   | Victor Crouin       | France           |
| 15   | Youssef Ibrahim     | Égypte           |
| 16   | Fares Dessouky      | Égypte           |
| 17   | Leonel Cárdenas     | Mexique          |
| 18   | Dimitri Steinmann   | Suisse           |
| 19   | Greg Lobban         | Écosse           |
| 20   | Grégoire Marche     | France           |

#### Numéro 1 de fin d'année
- 1975:  Qamar Zaman
- 1976:  Geoff Hunt
- 1977:  Geoff Hunt
- 1978:  Geoff Hunt
- 1979:  Geoff Hunt
- 1980:  Geoff Hunt
- 1981:  Qamar Zaman
- 1982:  Jahangir Khan
- 1983:  Jahangir Khan
- 1984:  Jahangir Khan
- 1985:  Jahangir Khan
- 1986:  Jahangir Khan
- 1987:  Jahangir Khan
- 1988:  Jahangir Khan
- 1989:  Jansher Khan
- 1990:  Jansher Khan
- 1991:  Jansher Khan
- 1992:  Jahangir Khan
- 1993:  Jansher Khan
- 1994:  Jansher Khan
- 1995:  Jansher Khan
- 1996:  Jansher Khan
- 1997:  Jansher Khan
- 1998:  Peter Nicol
- 1999:  Jonathon Power
- 2000:  Peter Nicol
- 2001:  David Palmer
- 2002:  Peter Nicol
- 2003:  Peter Nicol
- 2004:  Lee Beachill
- 2005:  Thierry Lincou
- 2006:  Amr Shabana
- 2007:  Amr Shabana
- 2008:  Amr Shabana
- 2009:  Karim Darwish
- 2010:  Ramy Ashour
- 2011:  Nick Matthew
- 2012:  James Willstrop
- 2013:  Ramy Ashour
- 2014:  Mohamed El Shorbagy
- 2015:  Grégory Gaultier
- 2016:  Mohamed El Shorbagy
- 2017:  Grégory Gaultier
- 2018:  Mohamed El Shorbagy
- 2019:  Ali Farag
- 2020:  Ali Farag
- 2021:  Ali Farag
- 2022:  Ali Farag
- 2023:  Ali Farag
- 2024:  Ali Farag

### Numéros 1 mondiaux Hommes par mois

#### Numéros 1 mondiaux par mois depuis 1975

##### 2022–2025
| Mois      | 2022      | 2023         | 2024      | 2025         |
| --------- | --------- | ------------ | --------- | ------------ |
| Janvier   | Ali Farag | Ali Farag    | Ali Farag | Ali Farag    |
| Février   | Ali Farag | Mostafa Asal | Ali Farag | Ali Farag    |
| Mars      | Paul Coll | Mostafa Asal | Ali Farag | Ali Farag    |
| Avril     | Paul Coll | Mostafa Asal | Ali Farag | Mostafa Asal |
| Mai       | Paul Coll | Diego Elías  | Ali Farag | Mostafa Asal |
| Juin      | Ali Farag | Diego Elías  | Ali Farag | Mostafa Asal |
| Juillet   | Ali Farag | Ali Farag    | Ali Farag | Mostafa Asal |
| Août      | Ali Farag | Ali Farag    | Ali Farag |              |
| Septembre | Ali Farag | Ali Farag    | Ali Farag |              |
| Octobre   | Ali Farag | Ali Farag    | Ali Farag |              |
| Novembre  | Ali Farag | Ali Farag    | Ali Farag |              |
| Décembre  | Ali Farag | Ali Farag    | Ali Farag |              |

##### 2018–2021
| Mois      | 2018                | 2019                | 2020                | 2021                |
| --------- | ------------------- | ------------------- | ------------------- | ------------------- |
| Janvier   | Grégory Gaultier    | Mohamed El Shorbagy | Mohamed El Shorbagy | Ali Farag           |
| Février   | Grégory Gaultier    | Mohamed El Shorbagy | Mohamed El Shorbagy | Ali Farag           |
| Mars      | Mohamed El Shorbagy | Ali Farag           | Mohamed El Shorbagy | Ali Farag           |
| Avril     | Mohamed El Shorbagy | Ali Farag           | Mohamed El Shorbagy | Ali Farag           |
| Mai       | Mohamed El Shorbagy | Ali Farag           | Mohamed El Shorbagy | Ali Farag           |
| Juin      | Mohamed El Shorbagy | Ali Farag           | Mohamed El Shorbagy | Ali Farag           |
| Juillet   | Mohamed El Shorbagy | Ali Farag           | Mohamed El Shorbagy | Ali Farag           |
| Août      | Mohamed El Shorbagy | Ali Farag           | Mohamed El Shorbagy | Mohamed El Shorbagy |
| Septembre | Mohamed El Shorbagy | Ali Farag           | Mohamed El Shorbagy | Ali Farag           |
| Octobre   | Mohamed El Shorbagy | Ali Farag           | Mohamed El Shorbagy | Ali Farag           |
| Novembre  | Mohamed El Shorbagy | Ali Farag           | Ali Farag           | Ali Farag           |
| Décembre  | Mohamed El Shorbagy | Ali Farag           | Ali Farag           | Ali Farag           |

##### 2014–2017
| Mois      | 2014                            | 2015                | 2016                | 2017                |
| --------- | ------------------------------- | ------------------- | ------------------- | ------------------- |
| Janvier   | Nick Matthew                    | Mohamed El Shorbagy | Mohamed El Shorbagy | Mohamed El Shorbagy |
| Février   | Grégory Gaultier / Nick Matthew | Mohamed El Shorbagy | Mohamed El Shorbagy | Mohamed El Shorbagy |
| Mars      | Nick Matthew                    | Mohamed El Shorbagy | Mohamed El Shorbagy | Mohamed El Shorbagy |
| Avril     | Grégory Gaultier                | Mohamed El Shorbagy | Mohamed El Shorbagy | Grégory Gaultier    |
| Mai       | Grégory Gaultier                | Mohamed El Shorbagy | Mohamed El Shorbagy | Karim Abdel Gawad   |
| Juin      | Grégory Gaultier                | Mohamed El Shorbagy | Mohamed El Shorbagy | Grégory Gaultier    |
| Juillet   | Grégory Gaultier                | Mohamed El Shorbagy | Mohamed El Shorbagy | Grégory Gaultier    |
| Août      | Grégory Gaultier                | Mohamed El Shorbagy | Mohamed El Shorbagy | Grégory Gaultier    |
| Septembre | Grégory Gaultier                | Mohamed El Shorbagy | Mohamed El Shorbagy | Grégory Gaultier    |
| Octobre   | Grégory Gaultier                | Mohamed El Shorbagy | Mohamed El Shorbagy | Grégory Gaultier    |
| Novembre  | Mohamed El Shorbagy             | Mohamed El Shorbagy | Mohamed El Shorbagy | Grégory Gaultier    |
| Décembre  | Mohamed El Shorbagy             | Grégory Gaultier    | Mohamed El Shorbagy | Grégory Gaultier    |

##### 2010–2013
| Mois      | 2010         | 2011         | 2012            | 2013        |
| --------- | ------------ | ------------ | --------------- | ----------- |
| Janvier   | Ramy Ashour  | Nick Matthew | James Willstrop | Ramy Ashour |
| Février   | Ramy Ashour  | Nick Matthew | Nick Matthew    | Ramy Ashour |
| Mars      | Ramy Ashour  | Nick Matthew | James Willstrop | Ramy Ashour |
| Avril     | Ramy Ashour  | Nick Matthew | James Willstrop | Ramy Ashour |
| Mai       | Ramy Ashour  | Nick Matthew | James Willstrop | Ramy Ashour |
| Juin      | Nick Matthew | Nick Matthew | James Willstrop | Ramy Ashour |
| Juillet   | Nick Matthew | Nick Matthew | James Willstrop | Ramy Ashour |
| Août      | Nick Matthew | Nick Matthew | James Willstrop | Ramy Ashour |
| Septembre | Ramy Ashour  | Nick Matthew | James Willstrop | Ramy Ashour |
| Octobre   | Ramy Ashour  | Nick Matthew | James Willstrop | Ramy Ashour |
| Novembre  | Ramy Ashour  | Nick Matthew | James Willstrop | Ramy Ashour |
| Décembre  | Ramy Ashour  | Nick Matthew | James Willstrop | Ramy Ashour |

##### 2006–2009
| Mois      | 2006           | 2007        | 2008        | 2009             |
| --------- | -------------- | ----------- | ----------- | ---------------- |
| Janvier   | Jonathon Power | Amr Shabana | Amr Shabana | Karim Darwish    |
| Février   | David Palmer   | Amr Shabana | Amr Shabana | Karim Darwish    |
| Mars      | Jonathon Power | Amr Shabana | Amr Shabana | Karim Darwish    |
| Avril     | Amr Shabana    | Amr Shabana | Amr Shabana | Karim Darwish    |
| Mai       | Amr Shabana    | Amr Shabana | Amr Shabana | Karim Darwish    |
| Juin      | Amr Shabana    | Amr Shabana | Amr Shabana | Karim Darwish    |
| Juillet   | Amr Shabana    | Amr Shabana | Amr Shabana | Karim Darwish    |
| Août      | Amr Shabana    | Amr Shabana | Amr Shabana | Karim Darwish    |
| Septembre | Amr Shabana    | Amr Shabana | Amr Shabana | Karim Darwish    |
| Octobre   | Amr Shabana    | Amr Shabana | Amr Shabana | Karim Darwish    |
| Novembre  | Amr Shabana    | Amr Shabana | Amr Shabana | Grégory Gaultier |
| Décembre  | Amr Shabana    | Amr Shabana | Amr Shabana | Karim Darwish    |

##### 2002–2005
| Mois      | 2002        | 2003        | 2004           | 2005           |
| --------- | ----------- | ----------- | -------------- | -------------- |
| Janvier   | Peter Nicol | Peter Nicol | Thierry Lincou | Thierry Lincou |
| Février   | Peter Nicol | Peter Nicol | Thierry Lincou | Thierry Lincou |
| Mars      | Peter Nicol | Peter Nicol | John White     | Thierry Lincou |
| Avril     | Peter Nicol | Peter Nicol | John White     | Thierry Lincou |
| Mai       | Peter Nicol | Peter Nicol | Peter Nicol    | Thierry Lincou |
| Juin      | Peter Nicol | Peter Nicol | Peter Nicol    | Thierry Lincou |
| Juillet   | Peter Nicol | Peter Nicol | Peter Nicol    | Thierry Lincou |
| Août      | Peter Nicol | Peter Nicol | Peter Nicol    | Thierry Lincou |
| Septembre | Peter Nicol | Peter Nicol | Peter Nicol    | Thierry Lincou |
| Octobre   | Peter Nicol | Peter Nicol | Lee Beachill   | Thierry Lincou |
| Novembre  | Peter Nicol | Peter Nicol | Lee Beachill   | Thierry Lincou |
| Décembre  | Peter Nicol | Peter Nicol | Lee Beachill   | Thierry Lincou |

##### 1998–2001
| Mois      | 1998         | 1999           | 2000           | 2001           |
| --------- | ------------ | -------------- | -------------- | -------------- |
| Janvier   | Jansher Khan | Peter Nicol    | Jonathon Power | Peter Nicol    |
| Février   | Peter Nicol  | Peter Nicol    | Peter Nicol    | Peter Nicol    |
| Mars      | Peter Nicol  | Peter Nicol    | Peter Nicol    | Peter Nicol    |
| Avril     | Peter Nicol  | Peter Nicol    | Peter Nicol    | Jonathon Power |
| Mai       | Peter Nicol  | Jonathon Power | Peter Nicol    | Jonathon Power |
| Juin      | Peter Nicol  | Jonathon Power | Peter Nicol    | Jonathon Power |
| Juillet   | Peter Nicol  | Jonathon Power | Peter Nicol    | Jonathon Power |
| Août      | Peter Nicol  | Jonathon Power | Peter Nicol    | Peter Nicol    |
| Septembre | Peter Nicol  | Jonathon Power | Peter Nicol    | David Palmer   |
| Octobre   | Peter Nicol  | Peter Nicol    | Peter Nicol    | David Palmer   |
| Novembre  | Peter Nicol  | Jonathon Power | Peter Nicol    | David Palmer   |
| Décembre  | Peter Nicol  | Jonathon Power | Peter Nicol    | David Palmer   |

##### 1994–1997
| Mois      | 1994         | 1995         | 1996         | 1997         |
| --------- | ------------ | ------------ | ------------ | ------------ |
| Janvier   | Jansher Khan | Jansher Khan | Jansher Khan | Jansher Khan |
| Mars      | Jansher Khan | Jansher Khan | Jansher Khan | Jansher Khan |
| Mai       | Jansher Khan | Jansher Khan | Jansher Khan | Jansher Khan |
| Juillet   | Jansher Khan | Jansher Khan | Jansher Khan | Jansher Khan |
| Septembre | Jansher Khan | Jansher Khan | Jansher Khan | Jansher Khan |
| Novembre  | Jansher Khan | Jansher Khan | Jansher Khan | Jansher Khan |

##### 1990–1993
| Mois      | 1990          | 1991         | 1992          | 1993          |
| --------- | ------------- | ------------ | ------------- | ------------- |
| Janvier   | Jansher Khan  | Jansher Khan | Jahangir Khan | Jansher Khan  |
| Mars      | Jahangir Khan | Jansher Khan | Jahangir Khan | Jansher Khan  |
| Mai       | Jansher Khan  | Jansher Khan | Jansher Khan  | Jansher Khan  |
| Juillet   | Jahangir Khan | Jansher Khan | Jansher Khan  | Chris Dittmar |
| Septembre | Jahangir Khan | Jansher Khan | Jansher Khan  | Jansher Khan  |
| Novembre  | Jansher Khan  | Jansher Khan | Jansher Khan  | Jansher Khan  |

##### 1986–1989
| Mois      | 1986          | 1987          | 1988          | 1989          |
| --------- | ------------- | ------------- | ------------- | ------------- |
| Janvier   | Jahangir Khan | Jahangir Khan | Jansher Khan  | Jahangir Khan |
| Mars      | Jahangir Khan | Jahangir Khan | Jansher Khan  | Jahangir Khan |
| Mai       | Jahangir Khan | Jahangir Khan | Jansher Khan  | Jahangir Khan |
| Juillet   | Jahangir Khan | Jahangir Khan | Jansher Khan  | Jahangir Khan |
| Septembre | Jahangir Khan | Jahangir Khan | Jansher Khan  | Jahangir Khan |
| Novembre  | Jahangir Khan | Jahangir Khan | Jahangir Khan | Jansher Khan  |

##### 1982–1985
| Mois    | 1982          | 1983          | 1984          | 1985          |
| ------- | ------------- | ------------- | ------------- | ------------- |
| Janvier | Jahangir Khan | Jahangir Khan | Jahangir Khan | Jahangir Khan |

##### 1978–1981
| Mois    | 1978       | 1979       | 1980       | 1981        |
| ------- | ---------- | ---------- | ---------- | ----------- |
| Janvier | Geoff Hunt | Geoff Hunt | Geoff Hunt | Qamar Zaman |

##### 1975–1977
| Mois    | 1975        | 1976       | 1977       |
| ------- | ----------- | ---------- | ---------- |
| Janvier | Qamar Zaman | Geoff Hunt | Geoff Hunt |

Note: 

1) Peter Nicol représente l'Angleterre depuis le 21 mars 2001.

### WSA
| Tournois              | Tournois             | Tournois | Points pour le classement | Points pour le classement | Points pour le classement | Points pour le classement | Points pour le classement | Points pour le classement | Points pour le classement |
| --------------------- | -------------------- | -------- | ------------------------- | ------------------------- | ------------------------- | ------------------------- | ------------------------- | ------------------------- | ------------------------- |
| Rang                  | Dotation en US$      | Points   | Vainqueur                 | Finaliste                 | 3/4                       | 5/8                       | 9/16                      | 17/32                     | Dernier Rnd Q.            |
| Championnat du monde  | 150 000 $ +          | 35,050   | 5,300                     | 3,630                     | 2,150                     | 1,150                     | 575                       | 330                       | 170                       |
| World Series Platinum | 95 000 $ - 149 999 $ | 30,000   | 4,800                     | 3,300                     | 1,950                     | 1,050                     | 525                       | 300                       | 150                       |
| World Series Gold     | 70 000 $ - 94 999 $  | 21,000   | 3,360                     | 2,310                     | 1,365                     | 7,35                      | 365.5                     | 210                       | 105                       |
| Gold 50               | 50 000 $ - 69 999 $  | 14,000   | 2,450                     | 1,610                     | 980                       | 595                       | 350                       | -                         | 175                       |
| Silver 35             | 35 000 $ - 49 999 $  | 9,000    | 1,575                     | 1,035                     | 630                       | 382.5                     | 225                       | -                         | 112.5                     |
| Silver 25             | 25 000 $ - 34 999 $  | 5,100    | 892.5                     | 586.5                     | 357                       | 216.75                    | 127.5                     | -                         | 63.75                     |
| Tour 15               | 15 000 $ - 24 999 $  | 3200     | 560                       | 368                       | 224                       | 136                       | 80                        | -                         | 40                        |
| Tour 10               | 10 000 $ - 14 999 $  | 2000     | 350                       | 230                       | 140                       | 85                        | 50                        | -                         | 25                        |
| Tour 5                | 5 000 $ - 9 999 $    | 1200     | 210                       | 138                       | 84                        | 51                        | 30                        | -                         | 15                        |
| Super Challengers     | 1 000 $ +            | 610      | 105                       | 69                        | 42                        | 26                        | 15                        | 8                         | /                         |
| Challenger            | 500 $ - 3 999 $      | 320      | 60                        | 36                        | 22                        | 13                        | 8                         | 4                         | /                         |

#### Diviseur
Un diviseur est choisi en fonction du nombre de tournois joués au cours des douze derniers mois, comme indiqué dans le tableau ci-dessous (le dénominateur minimal est de huit) :
| Tournois joués | Diviseur |
| 1–8            | 8        |
| 9              | 8        |
| 10             | 8.5      |
| 11             | 9        |
| 12             | 9.5      |
| 13             | 10       |
| 14             | 10.5     |
| 15             | 11       |
| 16             | 11.5     |
| 17             | 12       |
| 18             | 13       |
| 19             | 14       |
| 20+            | 15       |

#### Classement mondial WSA
| Rang | Joueuse                 | Pays       |
| 1    | Nouran Gohar            | Égypte     |
| 2    | Nour El Sherbini        | Égypte     |
| 3    | Hania El Hammamy        | Égypte     |
| 4    | Olivia Weaver           | États-Unis |
| 5    | Amina Orfi              | Égypte     |
| 6    | Tinne Gilis             | Belgique   |
| 7    | Georgina Kennedy        | Angleterre |
| 8    | Sivasangari Subramaniam | Malaisie   |
| 9    | Rowan Elaraby           | Égypte     |
| 10   | Satomi Watanabe         | Japon      |
| 11   | Nele Gilis-Coll         | Belgique   |
| 12   | Amanda Sobhy            | États-Unis |
| 13   | Nada Abbas              | Égypte     |
| 14   | Fayrouz Aboelkheir      | Égypte     |
| 15   | Salma Hany              | Égypte     |
| 16   | Farida Mohamed          | Égypte     |
| 17   | Sana Ibrahim            | Égypte     |
| 18   | Jasmine Hutton          | Angleterre |
| 19   | Melissa Alves           | France     |
| 20   | Rachel Arnold           | Malaisie   |

#### Numéro 1 de fin d'année
- 1983:  Vicki Cardwell
- 1984:  Susan Devoy
- 1985:  Susan Devoy
- 1986:  Susan Devoy
- 1987:  Susan Devoy
- 1988:  Susan Devoy
- 1989:  Susan Devoy
- 1990:  Susan Devoy
- 1991:  Susan Devoy
- 1992:  Susan Devoy
- 1993:  Michelle Martin
- 1994:  Michelle Martin
- 1995:  Michelle Martin
- 1996:  Sarah Fitz-Gerald
- 1997:  Sarah Fitz-Gerald
- 1998:  Michelle Martin
- 1999:  Michelle Martin
- 2000:  Leilani Joyce
- 2001:  Sarah Fitz-Gerald
- 2002:  Sarah Fitz-Gerald
- 2003:  Carol Owens
- 2004:  Rachael Grinham
- 2005:  Vanessa Atkinson
- 2006:  Nicol David
- 2007:  Nicol David
- 2008:  Nicol David
- 2009:  Nicol David
- 2010:  Nicol David
- 2011:  Nicol David
- 2012:  Nicol David
- 2013:  Nicol David
- 2014:  Nicol David
- 2015:  Raneem El Weleily
- 2016:  Nour El Sherbini
- 2017:  Nour El Sherbini
- 2018:  Raneem El Weleily
- 2019:  Raneem El Weleily
- 2020:  Nour El Sherbini
- 2021:  Nour El Sherbini
- 2022:  Nouran Gohar
- 2023:  Nour El Sherbini
- 2024:  Nouran Gohar

### Numéros 1 mondiaux par mois

#### 2025–2028
| Mois      | 2025         | 2026 | 2027 | 2028 |
| --------- | ------------ | ---- | ---- | ---- |
| Janvier   | Nouran Gohar |      |      |      |
| Février   | Nouran Gohar |      |      |      |
| Mars      | Nouran Gohar |      |      |      |
| Avril     | Nouran Gohar |      |      |      |
| Mai       | Nouran Gohar |      |      |      |
| Juin      | Nouran Gohar |      |      |      |
| Juillet   | Nouran Gohar |      |      |      |
| Août      |              |      |      |      |
| Septembre |              |      |      |      |
| Octobre   |              |      |      |      |
| Novembre  |              |      |      |      |
| Décembre  |              |      |      |      |

#### 2021–2024
| Mois      | 2021             | 2022             | 2023             | 2024             |
| --------- | ---------------- | ---------------- | ---------------- | ---------------- |
| Janvier   | Nour El Sherbini | Nour El Sherbini | Nouran Gohar     | Nour El Sherbini |
| Février   | Nour El Sherbini | Nour El Sherbini | Nouran Gohar     | Nour El Sherbini |
| Mars      | Nour El Sherbini | Nour El Sherbini | Nouran Gohar     | Nour El Sherbini |
| Avril     | Nour El Sherbini | Nouran Gohar     | Nouran Gohar     | Nour El Sherbini |
| Mai       | Nour El Sherbini | Nouran Gohar     | Nouran Gohar     | Nour El Sherbini |
| Juin      | Nour El Sherbini | Nouran Gohar     | Nour El Sherbini | Nour El Sherbini |
| Juillet   | Nour El Sherbini | Nouran Gohar     | Nouran Gohar     | Nour El Sherbini |
| Août      | Nour El Sherbini | Nouran Gohar     | Nouran Gohar     | Nour El Sherbini |
| Septembre | Nour El Sherbini | Nouran Gohar     | Nouran Gohar     | Nour El Sherbini |
| Octobre   | Nour El Sherbini | Nouran Gohar     | Nour El Sherbini | Nour El Sherbini |
| Novembre  | Nour El Sherbini | Nouran Gohar     | Nour El Sherbini | Nour El Sherbini |
| Décembre  | Nour El Sherbini | Nouran Gohar     | Nour El Sherbini | Nouran Gohar     |

#### 2017–2020
| Mois      | 2017             | 2018              | 2019              | 2020              |
| --------- | ---------------- | ----------------- | ----------------- | ----------------- |
| Janvier   | Nour El Sherbini | Nour El Sherbini  | Raneem El Weleily | Raneem El Weleily |
| Février   | Nour El Sherbini | Nour El Sherbini  | Raneem El Weleily | Raneem El Weleily |
| Mars      | Nour El Sherbini | Nour El Sherbini  | Raneem El Weleily | Raneem El Weleily |
| Avril     | Nour El Sherbini | Nour El Sherbini  | Raneem El Weleily | Raneem El Weleily |
| Mai       | Nour El Sherbini | Nour El Sherbini  | Raneem El Weleily | Raneem El Weleily |
| Juin      | Nour El Sherbini | Nour El Sherbini  | Raneem El Weleily | Raneem El Weleily |
| Juillet   | Nour El Sherbini | Nour El Sherbini  | Raneem El Weleily | Nouran Gohar      |
| Août      | Nour El Sherbini | Nour El Sherbini  | Raneem El Weleily | Nouran Gohar      |
| Septembre | Nour El Sherbini | Nour El Sherbini  | Raneem El Weleily | Nouran Gohar      |
| Octobre   | Nour El Sherbini | Nour El Sherbini  | Raneem El Weleily | Nouran Gohar      |
| Novembre  | Nour El Sherbini | Nour El Sherbini  | Raneem El Weleily | Nour El Sherbini  |
| Décembre  | Nour El Sherbini | Raneem El Weleily | Raneem El Weleily | Nour El Sherbini  |

#### 2013–2016
| Mois      | 2013        | 2014        | 2015              | 2016             |
| --------- | ----------- | ----------- | ----------------- | ---------------- |
| Janvier   | Nicol David | Nicol David | Nicol David       | Laura Massaro    |
| Février   | Nicol David | Nicol David | Nicol David       | Laura Massaro    |
| Mars      | Nicol David | Nicol David | Nicol David       | Laura Massaro    |
| Avril     | Nicol David | Nicol David | Nicol David       | Laura Massaro    |
| Mai       | Nicol David | Nicol David | Nicol David       | Nour El Sherbini |
| Juin      | Nicol David | Nicol David | Nicol David       | Nour El Sherbini |
| Juillet   | Nicol David | Nicol David | Nicol David       | Nour El Sherbini |
| Août      | Nicol David | Nicol David | Nicol David       | Nour El Sherbini |
| Septembre | Nicol David | Nicol David | Raneem El Weleily | Nour El Sherbini |
| Octobre   | Nicol David | Nicol David | Raneem El Weleily | Nour El Sherbini |
| Novembre  | Nicol David | Nicol David | Raneem El Weleily | Nour El Sherbini |
| Décembre  | Nicol David | Nicol David | Raneem El Weleily | Nour El Sherbini |

#### 2009–2012
| Mois      | 2009        | 2010        | 2011        | 2012        |
| --------- | ----------- | ----------- | ----------- | ----------- |
| Janvier   | Nicol David | Nicol David | Nicol David | Nicol David |
| Février   | Nicol David | Nicol David | Nicol David | Nicol David |
| Mars      | Nicol David | Nicol David | Nicol David | Nicol David |
| Avril     | Nicol David | Nicol David | Nicol David | Nicol David |
| Mai       | Nicol David | Nicol David | Nicol David | Nicol David |
| Juin      | Nicol David | Nicol David | Nicol David | Nicol David |
| Juillet   | Nicol David | Nicol David | Nicol David | Nicol David |
| Août      | Nicol David | Nicol David | Nicol David | Nicol David |
| Septembre | Nicol David | Nicol David | Nicol David | Nicol David |
| Octobre   | Nicol David | Nicol David | Nicol David | Nicol David |
| Novembre  | Nicol David | Nicol David | Nicol David | Nicol David |
| Décembre  | Nicol David | Nicol David | Nicol David | Nicol David |

#### 2005–2008
| Mois      | 2005             | 2006             | 2007        | 2008        |
| --------- | ---------------- | ---------------- | ----------- | ----------- |
| Janvier   | Rachael Grinham  | Nicol David      | Nicol David | Nicol David |
| Février   | Rachael Grinham  | Nicol David      | Nicol David | Nicol David |
| Mars      | Rachael Grinham  | Nicol David      | Nicol David | Nicol David |
| Avril     | Rachael Grinham  | Vanessa Atkinson | Nicol David | Nicol David |
| Mai       | Rachael Grinham  | Vanessa Atkinson | Nicol David | Nicol David |
| Juin      | Rachael Grinham  | Vanessa Atkinson | Nicol David | Nicol David |
| Juillet   | Rachael Grinham  | Vanessa Atkinson | Nicol David | Nicol David |
| Août      | Rachael Grinham  | Nicol David      | Nicol David | Nicol David |
| Septembre | Rachael Grinham  | Nicol David      | Nicol David | Nicol David |
| Octobre   | Rachael Grinham  | Nicol David      | Nicol David | Nicol David |
| Novembre  | Rachael Grinham  | Nicol David      | Nicol David | Nicol David |
| Décembre  | Vanessa Atkinson | Nicol David      | Nicol David | Nicol David |

#### 2001–2004
| Mois      | 2001              | 2002              | 2003              | 2004            |
| --------- | ----------------- | ----------------- | ----------------- | --------------- |
| Janvier   | Leilani Joyce     | Sarah Fitz-Gerald | Sarah Fitz-Gerald | Carol Owens     |
| Février   | Leilani Joyce     | Sarah Fitz-Gerald | Sarah Fitz-Gerald | Cassie Jackman  |
| Mars      | Leilani Joyce     | Sarah Fitz-Gerald | Carol Owens       | Cassie Jackman  |
| Avril     | Leilani Joyce     | Sarah Fitz-Gerald | Carol Owens       | Cassie Jackman  |
| Mai       | Leilani Joyce     | Sarah Fitz-Gerald | Carol Owens       | Cassie Jackman  |
| Juin      | Leilani Joyce     | Sarah Fitz-Gerald | Natalie Grainger  | Cassie Jackman  |
| Juillet   | Leilani Joyce     | Sarah Fitz-Gerald | Carol Owens       | Cassie Jackman  |
| Août      | Leilani Joyce     | Sarah Fitz-Gerald | Carol Owens       | Rachael Grinham |
| Septembre | Leilani Joyce     | Sarah Fitz-Gerald | Carol Owens       | Rachael Grinham |
| Octobre   | Sarah Fitz-Gerald | Sarah Fitz-Gerald | Carol Owens       | Rachael Grinham |
| Novembre  | Sarah Fitz-Gerald | Carol Owens       | Carol Owens       | Rachael Grinham |
| Décembre  | Sarah Fitz-Gerald | Sarah Fitz-Gerald | Carol Owens       | Rachael Grinham |

#### 1997–2000
| Mois      | 1997              | 1998              | 1999            | 2000           |
| --------- | ----------------- | ----------------- | --------------- | -------------- |
| Janvier   | Sarah Fitz-Gerald | Sarah Fitz-Gerald | Michelle Martin | Cassie Jackman |
| Mars      | Sarah Fitz-Gerald | Sarah Fitz-Gerald | Michelle Martin | Cassie Jackman |
| Mai       | Sarah Fitz-Gerald | Sarah Fitz-Gerald | Michelle Martin | Cassie Jackman |
| Juillet   | Sarah Fitz-Gerald | Sarah Fitz-Gerald | Michelle Martin | Cassie Jackman |
| Septembre | Sarah Fitz-Gerald | Sarah Fitz-Gerald | Michelle Martin | Cassie Jackman |
| Novembre  | Sarah Fitz-Gerald | Michelle Martin   | Michelle Martin | Leilani Joyce  |

#### 1993–1996
| Mois      | 1993            | 1994            | 1995            | 1996              |
| --------- | --------------- | --------------- | --------------- | ----------------- |
| Janvier   | Susan Devoy     | Michelle Martin | Michelle Martin | Michelle Martin   |
| Mars      | Michelle Martin | Michelle Martin | Michelle Martin | Michelle Martin   |
| Mai       | Michelle Martin | Michelle Martin | Michelle Martin | Michelle Martin   |
| Juillet   | Michelle Martin | Michelle Martin | Michelle Martin | Michelle Martin   |
| Septembre | Michelle Martin | Michelle Martin | Michelle Martin | Michelle Martin   |
| Novembre  | Michelle Martin | Michelle Martin | Michelle Martin | Sarah Fitz-Gerald |

#### 1989–1992
| Mois    | 1989        | 1990        | 1991        | 1992        |
| ------- | ----------- | ----------- | ----------- | ----------- |
| Janvier | Susan Devoy | Susan Devoy | Susan Devoy | Susan Devoy |
| Avril   | Susan Devoy | Susan Devoy | Susan Devoy | Susan Devoy |
| Juillet | Susan Devoy | Susan Devoy | Susan Devoy | Susan Devoy |
| Octobre | Susan Devoy | Susan Devoy | Susan Devoy | Susan Devoy |

#### 1986–1988
| Mois      | 1986        | 1987        | 1988        |
| --------- | ----------- | ----------- | ----------- |
| Janvier   | Susan Devoy | Susan Devoy | Susan Devoy |
| Mars      | Susan Devoy | Susan Devoy | Lisa Opie   |
| Mai       | Susan Devoy | Susan Devoy | Susan Devoy |
| Juillet   | Susan Devoy | Susan Devoy | Susan Devoy |
| Septembre | Susan Devoy | Susan Devoy | Susan Devoy |
| Novembre  | Susan Devoy | Susan Devoy | Susan Devoy |

#### 1983–1985
| Mois    | 1983           | 1984           | 1985        |
| ------- | -------------- | -------------- | ----------- |
| Janvier |                | Vicki Cardwell | Susan Devoy |
| Avril   | Vicki Cardwell | Susan Devoy    | Susan Devoy |
| Juillet | Vicki Cardwell | Susan Devoy    | Susan Devoy |
| Octobre | Vicki Cardwell | Susan Devoy    | Susan Devoy |